# Čchonan
Čchonan je město v Jižní Koreji na samém severovýchodě provincie Jižní Čchungčchong. Nachází se 83,6 km na jih od hlavního města Soulu.
Průměrná teplota ve městě je 12,5 °C, nejvyšší zaznamenaná teplota 34,2 °C a nejnižší zaznamenaná teplota -13,4 °C. Město je centrem rychle se rozvíjející oblasti v Jižním Čchungčchongu, která těží z blízkosti k Soulu. Město je dopravním uzlem, kříží se zde několik dálnic a do města dokonce vede linka metra ze Soulu.

## Partnerská města
- Beaverton, Spojené státy americké, od roku 1989
- Š’-ťia-čuang, Čína, od roku 1997